# Tiro com arco nos Jogos Pan-Americanos de 2019
Os torneios de Tiro com arco nos Jogos Pan-Americanos de 2019 em Lima, Peru, ocorreram de 6 de agosto a 11 de agosto no campo de Tiro com arco do cluster Villa María del Triunfo.
Em 2017, a ODEPA adicionou torneios de arco composto (individual e equipe mista), sendo esta a primeira edição da disciplina nos Jogos Pan-Americanos. Ainda em 2017, o Comitê Olímpico Internacional aprovou a adição de um evento de equipe mista na disciplina de arco recurvo, o que significa que também foi adicionado ao programa dos Jogos Pan-Americanos. De tal forma, um total de oito eventos foram realizados: três para homens e para mulheres, além de dois eventos mistos. 
O atleta de melhor classificação em cada evento individual de arco recurvo (ainda não classificado) recebeu uma vaga para o seu país nos Jogos Olímpicos de Verão de 2020, em Tóquio, Japão, junto com a melhor equipe mista de arco recurvo.

## Qualificação
Um total de 84 arqueiros se classificaram para competir nos jogos (42 por gênero). Um país pode inscrever um máximo de oito arqueiros (quatro por gênero). Como país-sede, o Peru recebeu quatro vagas automáticas (uma por evento individual). Dois torneios de classificação foram usados para determinar os 62 classificados no recurvo e os 18 no composto. 

## Calendário
| Julho / Agosto | 24 | 25 | 26 | 27 | 28 | 29 | 30 | 31 | 1 | 2 | 3 | 4 | 5 | 6 | 7 | 8 | 9 | 10 | 11 |
| -------------- | -- | -- | -- | -- | -- | -- | -- | -- | - | - | - | - | - | - | - | - | - | -- | -- |
| Tiro com arco  |    |    |    |    |    |    |    |    |   |   |   |   |   |   |   |   |   | 3  | 5  |

|  | Dia de competição |  | Dia de final |

## Medalhistas

### Recurvo
| Individual masculino detalhes | Crispin Duenas CAN Canadá                                        | Marcus Vinicius D'Almeida BRA Brasil                       | Eric Peters CAN Canadá                                         |  |  |  |
| Equipes masculinas detalhes   | Crispin Duenas Brian Maxwell Eric Peters CAN Canadá              | Andrés Aguilar Gimpel Juan Painevil Ricardo Soto CHI Chile | Brady Ellison Thomas Stanwood Jack Williams USA Estados Unidos |  |  |  |
|                               |                                                                  |                                                            |                                                                |  |  |  |
| Individual feminino detalhes  | Alejandra Valencia MEX México                                    | Khatuna Lorig USA Estados Unidos                           | Casey Kaufhold USA Estados Unidos                              |  |  |  |
| Equipes femininas detalhes    | Casey Kaufhold Khatuna Lorig Erin Mickelberry USA Estados Unidos | Mariana Avitia Aída Román Alejandra Valencia MEX México    | Valentina Acosta Ana Rendón Maira Sepúlveda COL Colômbia       |  |  |  |
|                               |                                                                  |                                                            |                                                                |  |  |  |
| Equipes mistas detalhes       | Casey Kaufhold Brady Ellison USA Estados Unidos                  | Ana Rendón Daniel Pineda COL Colômbia                      | Alejandra Valencia Ángel Alvarado MEX México                   |  |  |  |

### Composto
| Individual masculino detalhes | Roberto Hernández ESA El Salvador                   | Braden Gellenthien USA Estados Unidos    | Daniel Muñoz Pérez COL Colômbia            |  |  |  |
|                               |                                                     |                                          |                                            |  |  |  |
| Individual feminino detalhes  | Sara López COL Colômbia                             | Andrea Becerra MEX México                | Paige Pearce USA Estados Unidos            |  |  |  |
|                               |                                                     |                                          |                                            |  |  |  |
| Equipes mistas detalhes       | María Eugenia González Ivan Nikolajuk ARG Argentina | María Zebadúa José del Cid GUA Guatemala | Sara López Daniel Muñoz Pérez COL Colômbia |  |  |  |

## Quadro de medalhas
| Ordem | País               | Medalha de ouro | Medalha de prata | Medalha de bronze |    |
| ----- | ------------------ | --------------- | ---------------- | ----------------- | -- |
| 1     | USA Estados Unidos | 2               | 2                | 3                 | 7  |
| 2     | CAN Canadá         | 2               |                  | 1                 | 3  |
| 3     | MEX México         | 1               | 2                | 1                 | 4  |
| 4     | COL Colômbia       | 1               | 1                | 3                 | 5  |
| 5     | ARG Argentina      | 1               |                  |                   | 1  |
|       | ESA El Salvador    | 1               |                  |                   | 1  |
| 7     | BRA Brasil         |                 | 1                |                   | 1  |
|       | CHI Chile          |                 | 1                |                   | 1  |
|       | GUA Guatemala      |                 | 1                |                   | 1  |
| TOTAL | TOTAL              | 8               | 8                | 8                 | 24 |